# بنزوتیادیازین
بنزوتیا دی آزین (به انگلیسی: Benzothiadiazine) با فرمول شیمیایی C7H6N2S یک ترکیب شیمیایی با شناسه پاب‌کم ۳۳۰۱ و جرم مولی آن ۱۵۰٫۲۰ گرم بر مول می‌باشد. بسیاری از مدرهای تیازیدی مانند هیدروکلرتیازید و کلرتیازید از این گروه هستند.